# Алексиница
Алексиница је насељено мјесто у Лици. Припада граду Госпићу, у Личко-сењској жупанији, Република Хрватска.

## Географија
Алексиница је удаљена око 17 км сјеверозападно од Госпића.

## Историја
У насељу се налази католичка црква Св. Ивана Крститеља из 1695. године.

## Становништво
Према попису из 1991. године, насеље Алексиница је имала 258 становника. Према попису становништва из 2001. године, Алексиница је имала 220 становника. Према попису становништва из 2011. године, насеље Алексиница је имало 169 становника.
| Демографија | Демографија | Демографија |
| Година      | Становника  | Становника  |
| ----------- | ----------- | ----------- |
| 1961.       | 481         |             |
| 1971.       | 457         |             |
| 1981.       | 272         |             |
| 1991.       | 258         |             |
| 2001.       | 220         |             |
| 2011.       |             | 169         |

## Попис1991.
На попису становништва 1991. године, насељено место Алексиница је имало 258 становника, следећег националног састава:
| Попис 1991.‍ | Попис 1991.‍ | Попис 1991.‍ | Попис 1991.‍ | Попис 1991.‍ |
| ----------- | ----------- | ----------- | ----------- | ----------- |
|             |             |             |             |             |
| Хрвати      | Хрвати      |             | 248         | 96,12%      |
| непознато   | непознато   |             | 10          | 3,87%       |
| укупно: 258 |             |             |             |             |